# Kurt Susen
Kurt Susen (* 2. August 1905 in Rixdorf bei Berlin; † 13. Mai 1975 in Berlin) war ein deutscher Politiker (SPD).
Kurt Susen besuchte eine Oberrealschule und machte eine kaufmännische Lehre in der Textilfabrikation. Er arbeitete von 1933 bis 1945 in der „Organisation der gewerblichen Wirtschaft“. Nach dem Zweiten Weltkrieg trat er 1945 der SPD bei und wurde Referent beim Magistrat von Groß-Berlin. Später wurde er Verwaltungsangestellter, zuletzt im Bezirksamt Neukölln. Er war ab 1954 erst Bürgerdeputierter und später Bezirksverordneter im Bezirk Steglitz. Bei der Berliner Wahl 1963 wurde Susen in das Abgeordnetenhaus von Berlin gewählt. Im März 1975 schied er aus dem Parlament aus und starb wenige Wochen später.